# Condado de Delta (Michigan)
O Condado de Delta é um dos 88 condados do estado americano de Michigan. A sede do condado é Escanaba, que é também a sua maior cidade.
O condado possui uma área de 5158 km² (dos quais 2128 km² estão cobertos por água), uma população de 38 520 habitantes, e uma densidade populacional de  hab/km² (segundo o censo nacional de 2000). O condado foi fundado em 9 de março de 1843 e o seu nome provém da forma triangular (como a letra delta do alfabeto grego) que tinha originalmente.